# Mesalina ayunensis
Mesalina ayunensis es una especie de escincomorfos de la familia Lacertidae.

## Distribución geográfica yhábitat
Es endémica de Dhofar (Omán). Su rango altitudinal oscila entre 300 y 1650 m s. n. m..